# Campeonato Mundial de Ciclismo em Pista de 1899
O Campeonato Mundial ICA de Ciclismo em Pista de 1899 foi realizado em Montreal, no Canadá, entre 9 e 11 de agosto. Quatro eventos masculinos foram disputados, dos quais dois profissionais e dois amadores.
As provas foram realizadas no Velódromo de Queen's Park.

## Sumário de medalhas

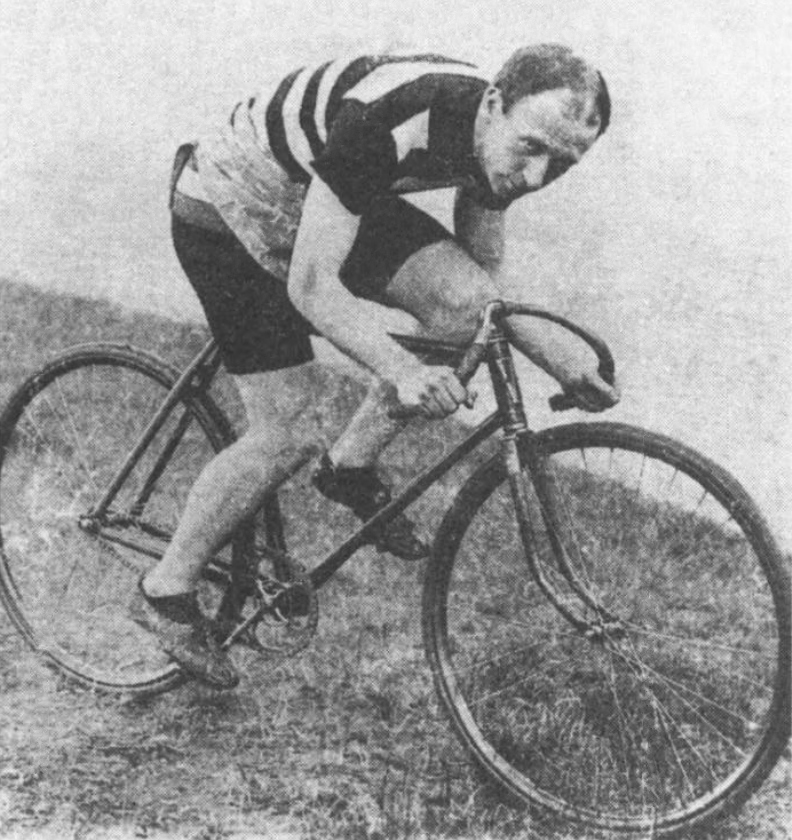
Tom Butler

| Eventos profissionais masculinos |                                  |                                  |                                   |
| Velocidade individual            | Major Taylor · Estados Unidos    | Tom Butler · Estados Unidos      | Gaston Courbe d'Outrelon · França |
| Motor-paced                      | Harry Gibson · Canadá            | Hugh Mclean · Estados Unidos     | Ken Boake · Estados Unidos        |
| Eventos amadores masculinos      |                                  |                                  |                                   |
| Velocidade individual            | Thomas Summersgill · Reino Unido | E. Peebody · Estados Unidos      | J. Caldow · Canadá                |
| Motor-paced                      | John Nelson · Estados Unidos     | Robert Goodson< · Estados Unidos | William Riddle · Canadá           |

## Quadro de medalhas
| Ordem | País           | Medalha de ouro | Medalha de prata | Medalha de bronze | Total |
| ----- | -------------- | --------------- | ---------------- | ----------------- | ----- |
| 1     | Estados Unidos | 2               | 4                | 1                 | 7     |
| 2     | Canadá         | 1               | 0                | 2                 | 3     |
| 3     | Reino Unido    | 1               | 0                | 0                 | 1     |
| 4     | França         | 0               | 0                | 1                 | 1     |
| Total | Total          | 4               | 4                | 4                 | 12    |